# Preon
Een preon is een hypothetisch subatomair deeltje waaruit quarks opgebouwd gedacht worden. Preonen zouden een diameter van 1 zeptometer (10−21 m) hebben. Het deeltje is in 1974 voorgesteld door Jogesh Pati en Abdus Salam. Een van de onderzoeksdoelen van de Large Hadron Collider is om te ontdekken of zulke deeltjes bestaan.